# 양자물리학 (영화)
"양자물리학"은 2019년에 개봉한 대한민국의 영화이다.

## 캐스팅
- 박해수 : 이찬우 역
- 서예지 : 성은영 역
- 김상호 : 박기헌 역
- 김응수 : 정갑택 역
- 변희봉 : 백 영감 역
- 김영재 : 최지훈 역
- 이창훈 : 양윤식 역
- 임철수 : 클럽실장(윤 실장) 역
- 현봉식 : 김관철 역
- 주석태 : 문 실장 역
- 손종학 : 한빛일보 김 국장 역
- 김원식 : 범죄정보과 민 팀장 역
- 박광선 : 프랙탈 역
- 박성연 : 실무관 역
- 박광재 : 백영감 비서 역
- 유영복 : 범죄정보과 과장 역
- 김왕근 : 차장검사 역
- 이상경 : 상수여친 역
- 김정우 : 최 검사 역
- 성민수 : 투자자 1 역
- 김주령 : 투자자 2 역
- 김성준 : 투자자 3 역
- 김동인 : 투자자 4 역
- 김대국 : 클럽상무 역
- 배기범 : 조문익 역
- 권도운 : 바텐더 역
- 유정호 : 최지훈 체포형사 역
- 임은지 : 프랙탈 여자친구 역
- 남태우 : TV패널 역
- 김도하 : 파티팀 1 역
- 김정준 : 파티팀 2 역
- 전명준 : 파티팀 3 역
- 이정민 : 검찰 수사관 1 역
- 강재은 : 검찰 수사관 2 역
- 윤호 : 검찰 수사관 3 역
- 이태영 : 검찰 수사관 4 역
- 윤민 : 범죄정보과 형사 1 역
- 지찬 : 범죄정보과 형사 2 역
- 정이삭 : 범죄정보과 형사 3 역
- 한소은 : 여자 연예인 1 역
- 이수연 : 여자 연예인 2 역
- 김보령 : 여자 연예인 3 역
- 정우민 : 부잣집 도련님 1 역
- 안재원 : 프랙탈 동료 1 역
- 박정호 : 프랙탈 동료 2 역
- 이동용 : 구청직원 역
- 길종완 : ST그룹 기획실 직원 1 역
- 가경 : ST그룹 기획실 직원 2 역
- 김동현 : 시공무원 역
- 길성섭 : 발렛실장 역
- 김미혜 : 이선희 기자 역
- 김병철 : 박기헌 관련기자 1 역
- 허유리 : 박기헌 관련기자 2 역
- 장선 : 112경찰 역
- 윤재인 : 앵커 1 역
- 한주영 : 앵커 2 역
- 유형서 : 앵커 3 역
- 주창욱
- 최태준 : 김정민 역 (특별출연)

## 같이 보기
- 2019년 대한민국의 영화 목록